# Inigo Jones (generale)
Sir Inigo Richmund Jones (Worton Hall, 23 settembre 1848 – Westminster, 20 luglio 1914) è stato un generale britannico.

## Biografia
Jones ottenne la commissione come ufficiale nelle Scots Guards dal 1866. Prestò servizio nella Spedizione di Suakin nel 1885 e nella Seconda guerra boera nella quale comandò Guards Brigade. Divenne poi Commanding Officer delle Scots Guards e passò al rango di General Officer Commanding delle Troops in the Straits Settlements nel 1905 prima di ritirarsi dal servizio attivo nel 1907. Visse gli ultimi anni della sua vita a Kelston Park, nel Somerset.

## Matrimonio e figli
Nel 1878 sposò Alice Charlotte Matilda Dawson, dalla quale ebbe tre figlie. Alice morì nel 1885. Nel 1888 si risposò con Elinor Margaret Charteris, pronipote del VII conte di Wemyss e March, dalla quale ebbe una figlia e un figlio.